# El obstáculo
El obstáculo és una pel·lícula espanyola del 1945 escrita, dirigida i produïda per Ignasi F. Iquino i protagonitzada per Ana Mariscal.

## Sinopsi
Enrique Díaz és un home jove que treballa a la Guinea Espanyola, on s'hi encarrega d'ajudar els missioners que cuiden dels pacients més contagiosos. A causa del seu treball caurà malalt i durant la convelescència recordarà el seu passat, adonant-se que va portar una vida gens exemplar.

## Repartiment
- Adriano Rimoldi... Enrique Díaz
- Ana Mariscal... 	Carmen
- María Martín... 	Cari
- Luis Arroyo... 	Alberto
- Rafael Bardem... pare Elías
- Francisco Melgares... 	Tomás
- Modesto Cid... 	Pare Enrique
- Emilio Margo 	... 	Germán
- Teresa Idel... 	Doña Leoncia

## Premis
El 8 d'octubre de 1945 la pel·lícula va aconseguir un premi econòmic de 250.000 ptes, als premis del Sindicat Nacional de l'Espectacle de 1945.